# Маунтин Роуд (Вирџинија)
Маунтин Роуд (енгл. Mountain Road) насељено је место без административног статуса у америчкој савезној држави Вирџинија.

## Демографија
По попису из 2010. године број становника је 1.100.
| Група             | 2000.    | 2010.       |
| Белци             | 0 (0,0%) | 380 (34,5%) |
| Афроамериканци    | 0 (0,0%) | 700 (63,6%) |
| Азијати           | 0 (0,0%) | 0 (0,0%)    |
| Хиспаноамериканци | 0 (0,0%) | 7 (0,6%)    |
| Укупно            | 0        | 1.100       |